# Campionato europeo femminile under 17 di calcio 2024
Il campionato europeo femminile under 17 di calcio 2024 è stata la quindicesima edizione del torneo che, organizzato con cadenza annuale dall'UEFA, è riservato alle rappresentative nazionali di calcio femminile dell'Europa le cui squadre sono formate da atlete al di sotto dei 17 anni d'età, in questo caso dopo il 1º gennaio 2007.
Il torneo è stato vinto dalla Spagna, per la quinta volta nella sua storia, che in finale ha battuto l'Inghilterra 4-0.

## Qualificazioni

### Squadre qualificate
La seguente tabella riporta le otto nazionali qualificate per la fase finale del torneo:
| Nazionale   | Metodo di qualificazione         | Fasi finali disputate | Ultima qualificazione | Migliore risultato nel torneo     |
| ----------- | -------------------------------- | --------------------- | --------------------- | --------------------------------- |
| Svezia      | Ospitante                        | 3                     | 2023                  | 2º posto (2013)                   |
| Francia     | Vincitrice Fase élite, gruppo A1 | 10                    | 2022                  | 2º posto (2008, 2011, 2012)       |
| Portogallo  | Vincitrice Fase élite, gruppo A2 | 3                     | 2019                  | Semifinali (2019)                 |
| Belgio      | Vincitrice Fase élite, gruppo A1 | 2                     | 2013                  | 4º posto (2013)                   |
| Norvegia    | Vincitrice Fase élite, gruppo A4 | 6                     | 2022                  | Semifinali (2017)                 |
| Spagna      | Vincitrice Fase élite, gruppo A5 | 13                    | 2023                  | Campione (2010, 2011, 2015, 2018) |
| Inghilterra | Vincitrice Fase élite, gruppo A6 | 9                     | 2023                  | 3º posto (2016)                   |
| Polonia     | Vincitrice Fase élite, gruppo A7 | 4                     | 2023                  | Campione (2013)                   |

## Fase a gironi
Si qualificano alla fase ad eliminazione diretta le prime due classificate di ciascuno dei due gruppi.
In caso di parità di punti tra due o più squadre di uno stesso gruppo, le posizioni in classifica verranno determinate prendendo in considerazione, nell'ordine, i seguenti criteri:
1. maggiore numero di punti negli scontri diretti tra le squadre interessate (classifica avulsa);
2. migliore differenza reti negli scontri diretti tra le squadre interessate (classifica avulsa);
3. maggiore numero di reti segnate negli scontri diretti tra le squadre interessate (classifica avulsa);
4. se, dopo aver applicato i criteri dall'1 al 3, ci sono squadre ancora in parità di punti, i criteri dall'1 al 3 si riapplicano alle sole squadre in questione. Se continua a persistere la parità, si procede con i criteri dal 5 al 9;
5. migliore differenza reti;
6. maggiore numero di reti segnate;
7. tiri di rigore se le due squadre sono a parità di punti al termine dell'ultima giornata;
8. classifica del fair play;
9. sorteggio.

### Gruppo A
| Pos. | Squadra     | Pt | G | V | N | P | GF | GS | DR |
| ---- | ----------- | -- | - | - | - | - | -- | -- | -- |
| 1.   | Inghilterra | 9  | 3 | 3 | 0 | 0 | 9  | 1  | +8 |
| 2.   | Francia     | 6  | 3 | 2 | 0 | 1 | 11 | 3  | +8 |
| 3.   | Norvegia    | 3  | 3 | 1 | 0 | 2 | 2  | 11 | -9 |
| 4.   | Svezia      | 0  | 3 | 0 | 0 | 3 | 3  | 10 | -7 |

| Arbitro: | Fabienne Michel |

|                                    |           |  |
| Parkinson 6’ Harbert 12’ Brown 48’ | Marcatori |  |

| Arbitro: | Martina Molinaro |

|                              |           |                                      |
| Schröder 78’ Bartholdson 86’ | Marcatori | 18’ Ebayilin 53’ Rouquet 89’ Adedini |

| Arbitro: | Cansu Tryak |

|  |           |                                                                       |
|  | Marcatori | 24’ Gay 26’, 35’ Bironien 37’ Chabod 77’, 88’, 90+2’ Adedini 86’ Tene |

| Arbitro: | Michaela Pachtová |

|             |           |                                               |
| Schröder 6’ | Marcatori | 5’ Oboavwoduo 20’ Junaid 26’, 29’, 35’ Fisher |

| Arbitro: | Lotta Vuorio |

|                               |           |  |
| Broman 42’ (aut.) Ulstein 82’ | Marcatori |  |

| Arbitro: | Miriama Bočková |

|  |           |           |
|  | Marcatori | 81’ Brown |

### Gruppo B
| Pos. | Squadra    | Pt | G | V | N | P | GF | GS | DR |
| ---- | ---------- | -- | - | - | - | - | -- | -- | -- |
| 1.   | Spagna     | 9  | 3 | 3 | 0 | 0 | 9  | 0  | +9 |
| 2.   | Polonia    | 4  | 3 | 1 | 1 | 1 | 2  | 2  | 0  |
| 3.   | Portogallo | 4  | 3 | 1 | 1 | 1 | 2  | 4  | -2 |
| 4.   | Belgio     | 0  | 3 | 0 | 0 | 3 | 0  | 7  | -7 |

| Arbitro: | Miriama Bočková |

|             |           |  |
| Związek 31’ | Marcatori |  |

| Arbitro: | Deborah Anex |

|                                    |           |  |
| Segura 69’ Cerrato 77’, 82’ (rig.) | Marcatori |  |

| Arbitro: | Lotta Vuorio |

|  |           |                  |
|  | Marcatori | 90+3’ Florentino |

| Arbitro: | Oxana Cruc |

|           |           |  |
| Gómez 87’ | Marcatori |  |

| Arbitro: | Fabienne Michel |

|  |           |                                                   |
|  | Marcatori | 69’, 79’ Cerrato 84’ Gómez 87’ Arufe 90+4’ Segura |

| Arbitro: | Michaela Pachtová |

|             |           |                 |
| Valente 49’ | Marcatori | 13’ Araśniewicz |

## Fase a eliminazione diretta

### Tabellone
|  | Semifinali | Semifinali  | Semifinali |        |             | Finale      | Finale | Finale |  |
|  |            |             |            |        |             |             |        |        |  |
|  | A1         | Inghilterra | 2          |        |             |             |        |        |  |
|  | A1         | Inghilterra | 2          |        |             |             |        |        |  |
|  | B2         | Polonia     | 0          |        |             |             |        |        |  |
|  | B2         | Polonia     | 0          |        | Inghilterra | Inghilterra | 0      |        |  |
|  |            |             |            |        | Inghilterra | Inghilterra | 0      |        |  |
|  |            |             | Spagna     | Spagna | 4           |             |        |        |  |
|  | B1         | Spagna      | Spagna     | Spagna | 4           | 6           |        |        |  |
|  | B1         | Spagna      |            |        |             |             |        |        |  |
|  | A2         | Francia     | 1          |        |             |             |        |        |  |

### Semifinali
| Arbitro: | Cansu Tryak |

|                                                    |           |                |
| Segura 3’ Gómez 6’ Arufe 15’, 28’ Cerrato 18’, 31’ | Marcatori | 59’ Abdourahim |

| Arbitro: | Deborah Anex |

|                      |           |  |
| Peacok 29’ Jones 34’ | Marcatori |  |

### Finale per il 3º posto
| Arbitro: | Martina Molinaro |

|                                           |                      |                           |
| Związek 10’ Łapińska 80’                  | Marcatori            | 11’, 40’ Rouquet          |
| Łapińska Witek Witkowska Wyrwas Piekarska | Tiri di rigore 4 – 2 | Gay Ouazar Rouquet Chabod |

### Finale
| Arbitro: | Michaela Pachtová |

|  |           |                                                 |
|  | Marcatori | 41’ Cerrato 45+1’ (aut.) Maltby 59’, 67’ Segura |

## Statistiche

### Classifica marcatrici
7 reti
- Alba Cerrato Izquierdo (1 rig.)

5 reti
- Celia Segura Rodríguez

4 reti
- Rachael Adedini

3 reti
- Justine Rouquet
- Isabella Fisher
- Lua Arufe
- Ainoa Gómez

2 reti
- Mymithye Lenogue Bironien
- Lola Brown
- Oliwia Związek
- Felicia Schröder

1 rete
- Auryane Abdourahim
- Célia Chabod
- Anaïs Ebayilin
- Lina Gay
- Djenna-Léna Tene
- Laila Minnie Harbert
- Vera Jones
- Omotara Junaid
- Jane Oboavwoduo
- Erica Parkinson
- Niamh Peacok
- Ella Ulstein
- Weronika Araśniewicz
- Oliwia Łapińska
- Mélanie Aris Pinheiro Florentino
- Joana Gonçalves Santos Valente
- Fabienne Bartholdson

Autogol
- Rachel Maltby (1, pro Spagna)
- Alice Greta Broman (1, pro Norvegia)